# Freilichtmuseum Etar
Das Freilichtmuseum „Etar“ (bulgarisch Архитектурно-етнографски комплекс „Етър“ / Architekturno-etnografski kompleks „Etar“; deutsch etwa: Architektur-ethnografischer Komplex „Etar“) ist ein Freilichtmuseum in Bulgarien, 8 km südlich des Stadtzentrums von Gabrowo, im gleichnamigen Gabrowoer Stadtviertel Etara. Etar (bulg. Етър) ist der alte Name des Flusses Jantra, am Oberlauf der Jantra, an dem auch Gabrowo und das Freilichtmuseum liegen, wird er häufig mit seinem alten Namen bezeichnet.
Das Museum ist das einzige Freilichtmuseum in Bulgarien. Es liegt am Rand des „Balgarka“-Naturparks, etwa auf halber Strecke zwischen der Parkgrenze und der Stadt Gabrowo und zählt zu den 100 nationalen touristischen Objekten des Landes, die vom Bulgarischen Tourismusverband aufgelistet wurden. Im Museum wird der bulgarische Alltag, die Kultur und die alte traditionelle Handwerkskunst gezeigt sowie die bulgarische Architektur vor ca. 300 bis 150 Jahren.

## Geschichte

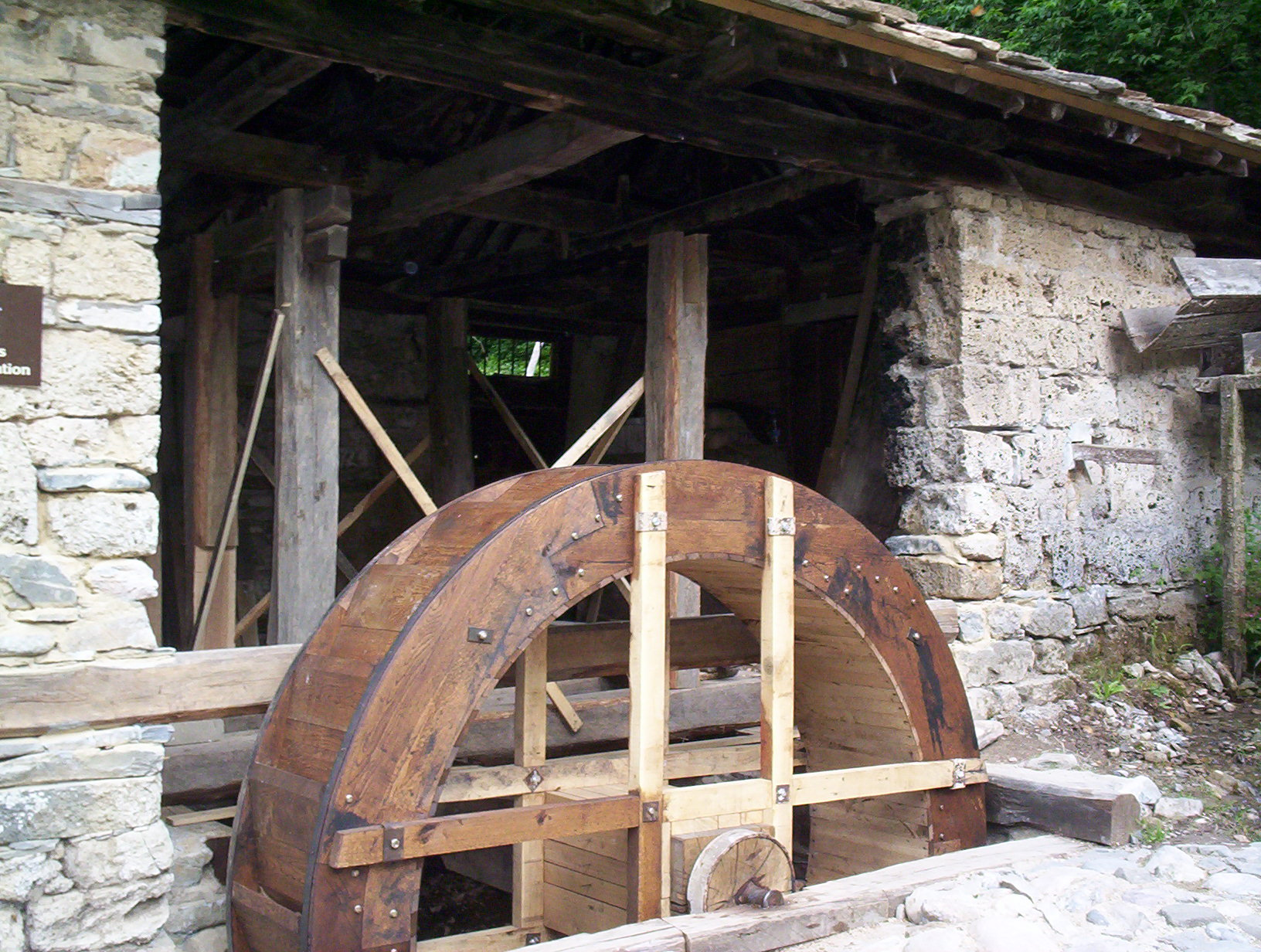
Wassermühle

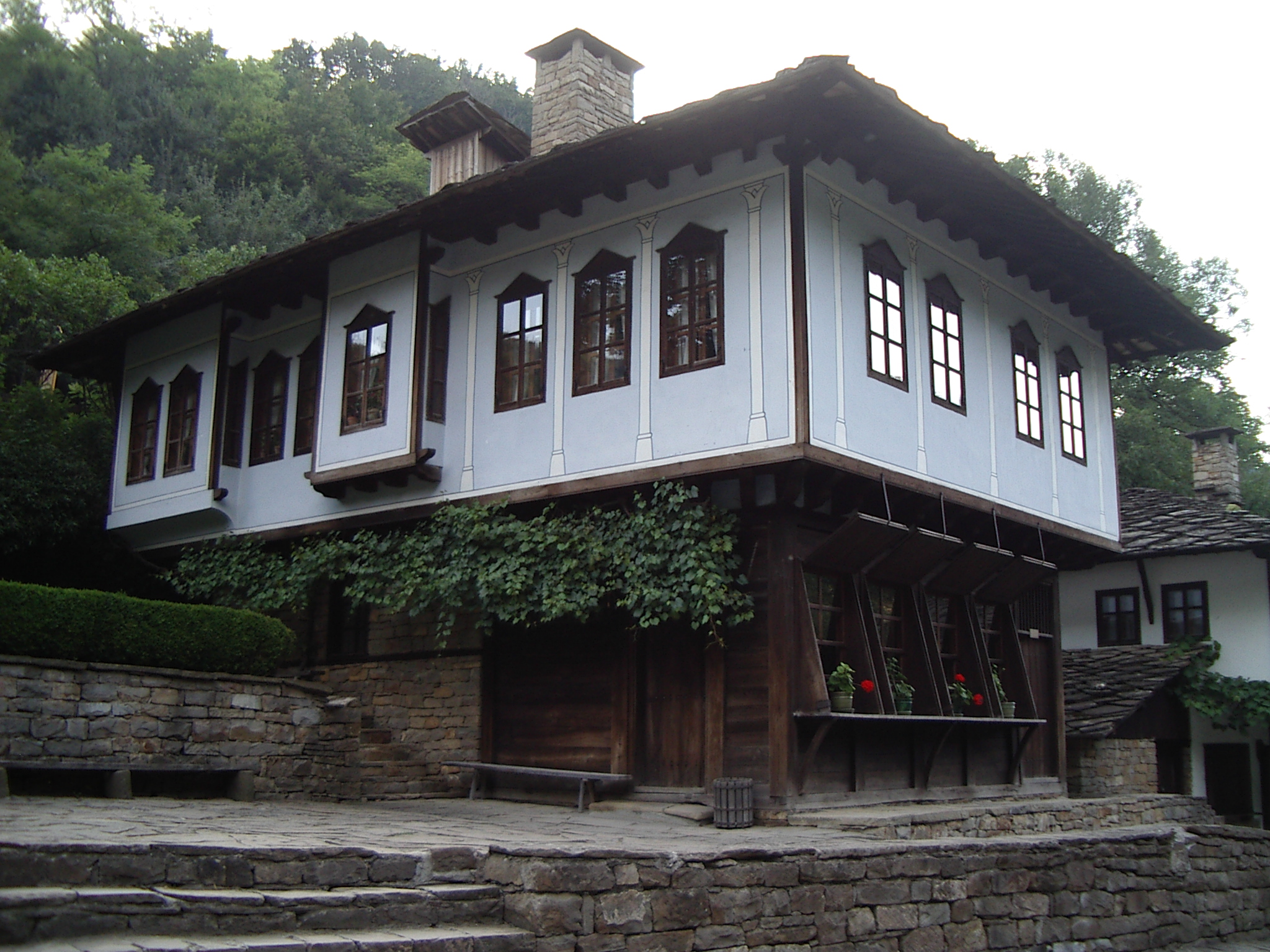
Haus im typischen Stil der Architektur der bulgarischen Wiedergeburt.

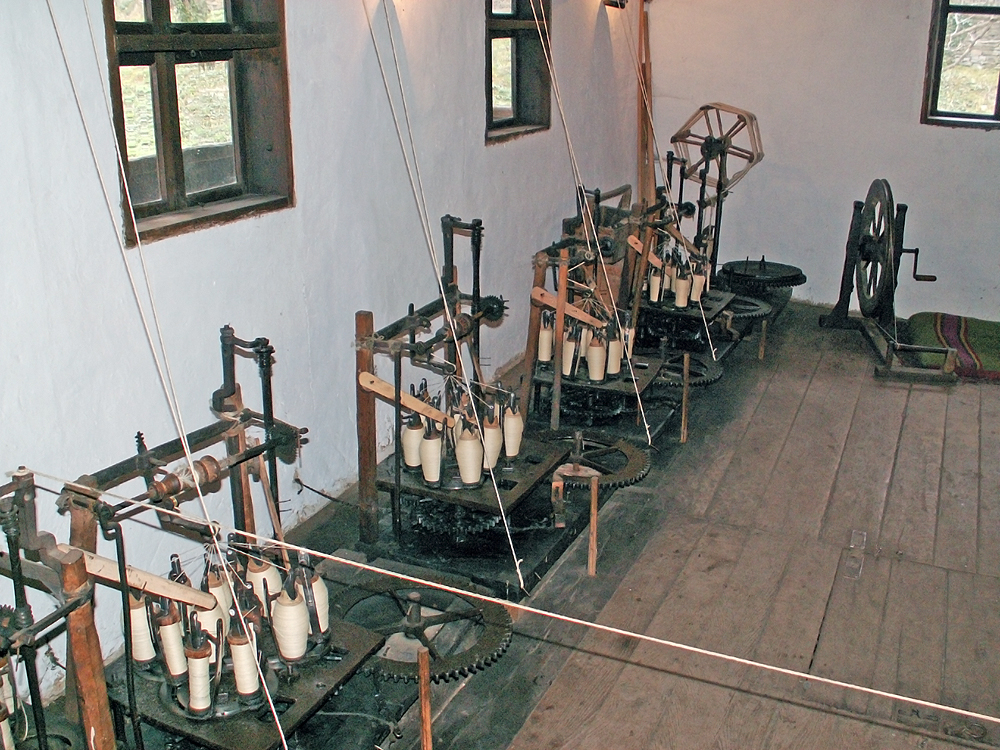
Flechtmaschine

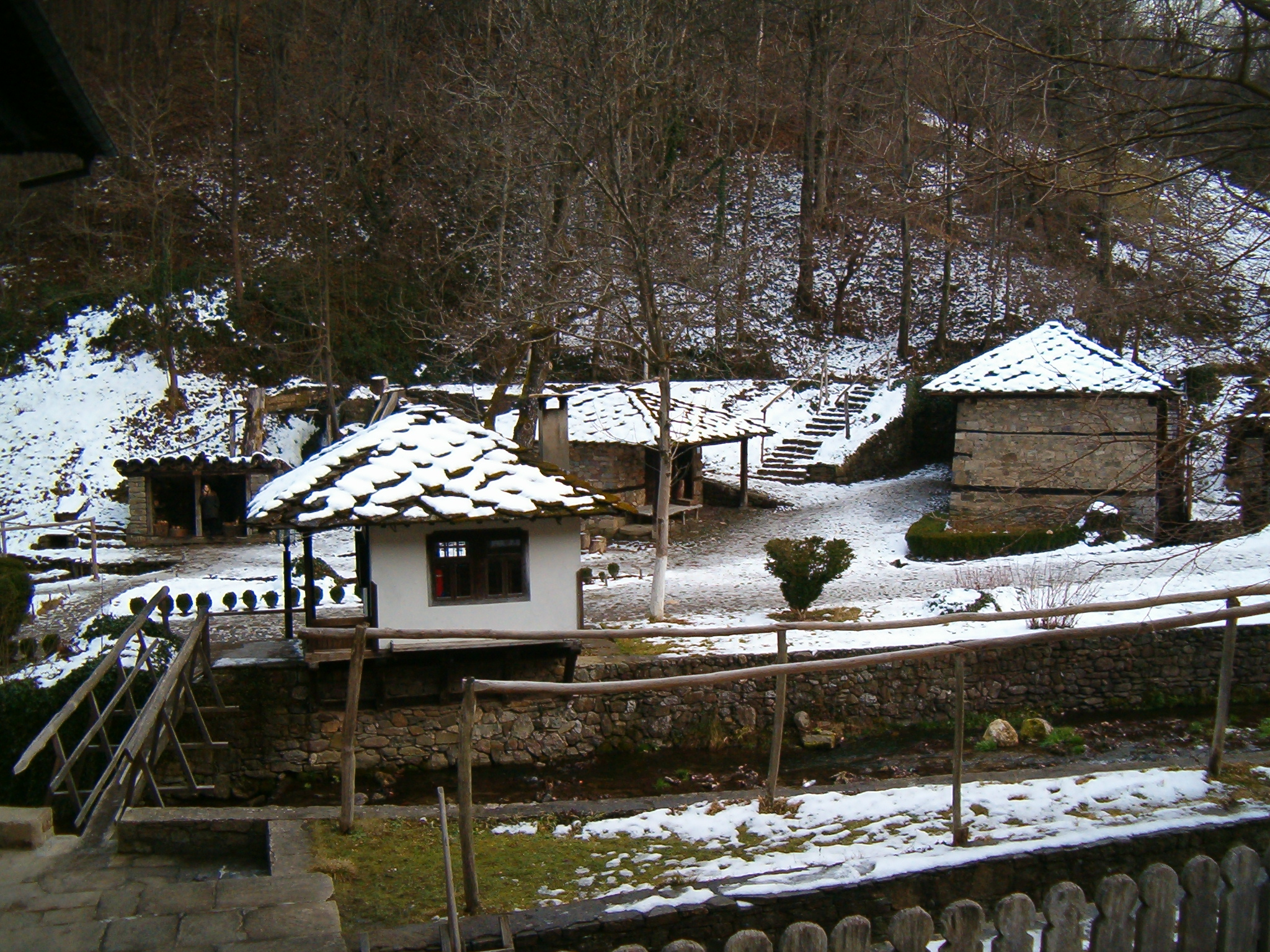

Das Museum hat das Ziel, volkstümliche bulgarische Traditionen zu erhalten und wurde ab 1963 unter der Leitung von Lasar Donkow aufgebaut und am 7. September 1964 eröffnet. Die in situ erhaltene Wassermühle Karadschejka aus dem Jahre 1780 wurde dafür umfassend renoviert und mit anderen Gebäuden ergänzt, die teils im Original von anderen Orten herangeschafft wurden und teils originalgetreue Nachbauten sind. Seit 1971 hat es den Status eines Nationalen Monuments.

## Beschreibung
Das Museum erstreckt sich über 7 ha und beherbergt 50 Objekte. Neben Bauern- und Handwerkerhäusern sind dies Nebengebäude, Brunnen, Brücken, Backöfen, eine Kirche mit Schule, ein Uhrenturm und eine Mosaikwand. Die Häuser sind aus der Zeit der Bulgarischen Wiedergeburt, im typischen Stil der Architektur der bulgarischen Wiedergeburt: Sie sind zweistöckig und besitzen typischerweise viele Fenster, Erker mit geschnitzten Holzbalken und Holzbalkone. Fünfzehn rekonstruierte Häuser dieser Art bilden die sogenannte „Geschäftsstraße“.
Eine Besonderheit des Museums ist die in Bulgarien einmalige Sammlung von verschiedenartigen wassergetriebenen technischen Anlagen, die insgesamt 10 voll funktionstüchtige Objekte umfasst. Darunter befinden sich eine Getreide- und eine Walkmühle, eine Sägemühle, eine Besatzweberei sowie Drechselwerkstätten zur Produktion von Holzschüsseln und Holzweinflaschen. Alle Anlagen sind funktionstüchtig und können dank eines zweistufigen Kanalsystems auch in Betrieb genommen werden.
In den Häusern sind eine Reihe Werkstätten für die Handwerker eingerichtet, in denen 20 traditionelle Handwerkskünste gezeigt werden: jeweils eine Werkstatt für einen Kupferschmied und einen Töpfer, für Holzschnitzerei, Ikonenmalerei, eine Stellmacherwerkstatt, Kürschnerwerkstatt, eine Silberschmiede, Werkstätten für Ziegenfellverarbeitung, für die Anfertigung von Volksmusikinstrumenten, eine Messerschmiede, eine Sattlerei, Weberei, Zuckerwerkstatt, eine Bäckerei und eine Glockenschmiedewerkstatt.
Auf dem Museumsgelände befinden sich ein Hotel, zwei Restaurants und ein Café.
Das ganze Jahr über werden wechselnde Sonderausstellungen gezeigt. Vor allem im Sommerhalbjahr gibt es mehrere Sonderveranstaltungen zu Festtagen mit der Darstellung von bulgarischem Brauchtum und Folkloreprogrammen.
Vor allem im Winter werden zum Teil mehrtägige Kurse zu verschiedenen traditionellen Handwerkstechniken angeboten. Das Spektrum orientiert sich an den vorhandenen Werkstätten und reicht von Ikonenmalerei über Weben und Flechten bis zum Kürschnerhandwerk. Anfang September findet eine internationale Kunsthandwerksmesse mit vielen Kulturveranstaltungen statt.

## Veranstaltungen und Angebote
Innerhalb des Museumskomplexes finden viele Sonderveranstaltungen und Kurse statt.
Das Museum betreibt eine aufwändige, viersprachige Website mit vielen Videos.